# Исон
Исо́н (греч. ίσον, от др.-греч. ἴσος — ровный, одинаковый, подобный, неподвижный) — тянущийся нижний, басовый голос в византийском и новогреческом церковном пении. Греко-византийский исон — типологическая разновидность бурдона.
Исон исполняется отдельной группой певцов, когда остальные певцы поют в унисон мелодию распева. Исонное двухголосие может считаться первой ступенью к полифоническому пению в Восточной церкви.

## Термин
По-гречески ударение падает на первый слог (и́сон), но в российской практике закрепилось ударение на втором слоге (исо́н). Встречающееся неправильное написание «иссон» можно объяснить тем, что в этом слове часть греческого корня «-сон» ассоциируется с корнем «son» (лат. sonus — звук) в словах латинского происхождения. То, что в научной литературе и в церковно-певческом обиходе именуется словом «исон» (англ. ison, болг. исо), по-гречески иногда именуется синтетическим термином «исокра́тима» (греч. ισοκράτημα) — от греч. ίσον и греч. κρατέω удерживать (напр., власть), отсюда «исократима» — выдерживание / удержание исона. Вместе с термином «исон» используется термин «оксия» для обозначения верхнего голоса (мелодии) распева.

## Использование
Первоначально служил для удержания лада или гласа певчим, который исполнял мелодию распева свободно, то есть иногда отступая от используемой им певческой книги (этот вид орнаментированного сольного исполнения базовой мелодии в теории музыки называется «контролируемой импровизацией»). 
Пение с исоном распространено в православных сербских, греческих, македонских, болгарских храмах. Вместе с тем, оно не характерно для древнерусской церковной монодии, так называемого знаменного распева. В современной практике исон используется в качестве компромисса между знаменным распевом и ставшим уже привычным в Русской православной церкви партесным пением. Исон создаёт молитвенную атмосферу, свойственную монастырям греческого Востока.

## Исполнение
Реконструкции исона в греческой православной музыке (и некоторых локальных традиций церковной монодии католиков) основаны на косвенных свидетельствах и догадках, поскольку в рукописях греков до XIX века исон традиционно не нотировался (не выписывался). Древнейшее косвенное свидетельство использования исона у греков принадлежит немецкому путешественнику Мартину Крузиусу и датировано 1584 годом. Вывод о том, что пение с исоном присутствовало уже в (более ранние) византийские времена, Л. Ангелопулос делает на основании упоминания в византийских рукописях неких «носителей/держателей» (ед.ч. греч. βαστακτικής) — хористов, на которых, как он считает, было возложена задача «держать» исон. 
В хоровом исполнении исон — основой звук лада, его гармоническая основа. Это стержень, вокруг которого строится мелодия. Он выдерживается продолжительно на одной ноте в продолжение всего напева. Это даёт возможность хору, поющему мелодию, вести её выше и ниже этого основного звука и при этом не сбиваться с гласа.
Существует два вида пения с исоном:
- Исполнение на определенный гласный звук (обычно «о», «у», «э») на протяжении всего песнопения.
- Исполнение на слова параллельно с основной мелодией, что создаёт текстовую тоновую опору музыкальному узору напева.

Встречается двойной исон (два голоса в кварту, квинту или октаву помимо мелодической линии).

### Положение исона
Исон, как правило, должен образовывать с нотами мелодии интервалы кварту, квинту, октаву, также терцию, чтобы давать благозвучие. Когда мелодия переходит в другой лад, или глас, исон тоже должен измениться, чтобы удовлетворить вышеуказанному условию.